# Amphicteis mederi
Amphicteis mederi är en ringmaskart som beskrevs av Annenkova 1929. Amphicteis mederi ingår i släktet Amphicteis och familjen Ampharetidae. Inga underarter finns listade i Catalogue of Life.